# Tribunal criminel spécial (Cameroun)
Le tribunal criminel spécial au Cameroun est créé le 14 décembre 2011 et vise les délits et effractions de détournement de biens et denier public au-dessus de 50 millions de francs CFA.

## Historique
Le TCS est une nouvelle institution qui prend en charge les crimes de détournement au Cameroun.
Il est créé le 14 décembre 2011. 
Le TCS devient opérationnel en octobre 2012 et sa première audience traite de l'affaire Autorité aéronautique du Cameroun contre Yves Michel Fotso et Roger Ntongo Onguéné et Yves Michel Fotso.

## Fonctionnement
Son siège est à Yaoundé avec compétence sur tout le Cameroun.
En juillet 2012, la loi portant création de ce Tribunal est modifiée pour compléter la précédente sur les détournements et infractions associés et inférieures à 50 millions; sur les compétences des Tribunaux de Première et Grande instance.
Il juge sans appel. Les affaires sont jugées en collégialité. La sentence doit être exécutée même si l'accusé, ou le condamné peut porter l'affaire à la Cour suprême.

## Affaires notoires et personnages clés
Les hauts cadres de l'administration et gestionnaires de la fortune publique sont les plus concernés par ce tribunal.
- Emmanuel Ndjere, magistrat et écrivain est nommé le 7 juin 2017 par décret présidentiel en qualité de Président du Tribunal Criminel Spécial.
- Justine Aimée Ngounou Tchokonthieu, née le 28 avril 1960 à Nkongsamba, dans la région du Littoral, est une magistrate camerounaise. Procureur général du Tribunal criminel spécial (TCS) en 2015, elle est la première femme à occuper ce poste depuis sa création en 2012[4].
- Yap Abdou, magistrat, président en 2017.
- Annie Noëlle Bahounoui Batende, née le 25 janvier 1963 à Douala, est une magistrate camerounaise. Elle est nommée, le 10 aout 2020, présidente du Tribunal criminel spécial (TCS). Elle est la première femme à occuper ce poste depuis sa création en 2012.
- Le 29 juillet 2022, Basile Atangana Kouna a retrouvé la liberté, après l’abandon des poursuites prononcé par le Tribunal criminel spécial.
- En octobre 2022, Ferdinand Ngoh Ngoh a été convoqué « physiquement » par les enquêteurs, afin d’y être auditionné dans le cadre du « Covidgate ». Le parquet du Tribunal criminel spécial a aussi émis un mandat d’amener contre Ferdinand Ngoh Ngoh[5].
- Le 20 décembre 2022, Polycarpe Abah Abah a été condamné pour la sixième fois pour corruption par le tribunal criminel spécial (TCS) dans le cadre de la campagne anti-corruption de l’opération Épervier[6].
- Fin 2014, après plusieurs années de détention sans procès, Lydienne Yen-Eyoum est condamnée à vingt-cinq ans d’emprisonnement par un tribunal criminel spécial. Le 9 juin 2015, cette condamnation est confirmée par la Cour suprême camerounaise, le dernier niveau de juridiction du Cameroun[7]. Peu de temps après, saisies par les avocats de Lydienne Yen Eyoum, les Nations unies estiment que cette arrestation et cette incarcération sont « arbitraires ».
- Une fois rétabli, Essimi Menye décide de rester en exil aux États-Unis, et retourne travailler au FMI en tant que conseiller[8]. Le 14 mars 2017, un mandat d'arrêt est émis à son encontre par le Tribunal criminel spécial du Cameroun, l'accusant de complicité de détournement de fonds publics d'un montant de 1,8 milliard de francs CFA (2,7 millions d'euros). Son extradition semble cependant « inenvisageable » selon Jeune Afrique, à cause d'une coopération judiciaire réduite entre Yaoundé et Washington. L'avocat camerounais Clément Joël Nakong estime quant à lui que ce mandat d'arrêt est invalide aux États-Unis, car la justice camerounaise ne peut pas émettre de mandats d'arrêt internationaux[9].
- En janvier 2023, Edgar Alain Mébé Ngo'o est condamné par le Tribunal criminel spécial à trente ans de détention pour détournement de deniers publics, corruption, prise d'intérêt et blanchiment de capitaux. Les détournements sont estimés à 23 milliards de FCFA. Sa femme Bernadette est aussi condamnée à dix ans de prison[10],[11].